# Joseph Baumgartner
Joseph Baumgartner, auch Josef Baumgartner (* 16. November 1904 in Sulzemoos, Oberbayern; † 21. Januar 1964 in München), war ein deutscher Politiker (BVP, später CSU, Bayernpartei). Er setzte sich für ein freiheitliches, demokratisches und selbständiges Bayern ein.

## Leben
Nach der Lateinschule des Benediktinerklosters Scheyern besuchte Baumgartner, eines von sechs Kindern eines Kleinbauern aus Sulzemoos nahe Dachau, das humanistische Gymnasium in Freising. 1925 bis 1929 studierte er Philosophie, Geschichte und Nationalökonomie in München. Das Studium beendete er als Diplom-Volkswirt und Dr. rer. pol. 1929 war er Volontär beim Oberbayerischen Christlichen Bauernverein, 1929 bis 1933 war er stellvertretender Generalsekretär des Bayerischen Bauernvereins und Mitglied der Bayerischen Volkspartei (BVP). 1933 wurde er Angestellter beim Allianz-Versicherungskonzern. Zur NS-Diktatur blieb Baumgartner auch wegen seiner christlichen Weltanschauung auf Distanz. Unter den Nationalsozialisten war er 1942 wegen eines vorgeblichen Verstoßes gegen das Heimtückegesetz kurzfristig in Gestapo-Haft, aus der er in den Kriegsdienst entlassen wurde.
Seit Januar 1945 war Baumgartner Personalreferent beim Amt für Ernährung und Landwirtschaft in München. Nach dem Krieg gehörte er zu den Mitbegründern der CSU. Seit dem 5. Oktober 1945 war er bayerischer Landwirtschaftsminister. Da er im sogenannten „Kartoffelkrieg von 1947“ die erzwungene Lieferung bayerischer Kartoffeln nach Berlin nicht verhindern konnte, trat er zum 12. Dezember des Jahres zurück.
Von 1946 bis zu seinem Tode war Baumgartner Landtagsabgeordneter in Bayern.
1948 verließ der Hochschulprofessor die CSU und trat der neu gegründeten Bayernpartei bei, zu deren dreiköpfigen Direktorium er gehörte. Bis 1952, dann wieder von 1953 bis 1959 war er Vorsitzender der Bayernpartei.
Seit Januar 1948 hatte er einen Lehrauftrag an der Landwirtschaftlichen Hochschule in Weihenstephan inne. In der ersten Wahlperiode wurde er über die Landesliste der Bayernpartei in den Deutschen Bundestag gewählt, legte das Mandat aber zum 1. Januar 1951 nieder, um sich seinen Aufgaben in Bayern zu widmen.
Baumgartner führte innerhalb der BP die Gruppe um Ludwig Volkholz, Ludwig Lallinger, Jakob Fischbacher und Ernst Falkner, die auf eine prinzipielle Gegnerschaft zur CSU setzte. Die Bayernpartei fand in Baumgartner einen in weiten Teilen der bayerischen Bevölkerung beliebten Vorsitzenden. Viele seiner Aussagen spiegelten die Meinungen von Teilen der Bevölkerung wider, so z. B., dass auf die Entnazifizierung eine „Entbazifizierung“ – der Rückführung von preußischen Flüchtlingen – folgen müsse.
Als Vorsitzender der Bayernpartei wurde Baumgartner 1957 auch Vorsitzender der Wahlbündnispartei Föderalistische Union.
Während der von Wilhelm Hoegner geleiteten Viererkoalition aus Bayernpartei, SPD, FDP und GB/BHE in den Jahren 1954 bis 1957 war er stellvertretender bayerischer Ministerpräsident und erneut Landwirtschaftsminister.
Im Verlauf der Spielbankenaffäre kam es 1955 zur Einsetzung eines Untersuchungsausschusses des Bayerischen Landtags, der eine mögliche Verwicklung von Baumgartner und Innenminister August Geislhöringer aufklären sollte. Anlass waren Gerüchte, dass Spielbank-Interessenten zum Erhalt einer Lizenz Schmiergelder gezahlt hätten. Obwohl sich die Vorwürfe nicht bestätigen ließen, blieb der Ruf der Bestechlichkeit an der Bayernpartei haften, die Regierungskoalition geriet moralisch in Verruf. Dies hatte im Oktober 1957 den Rücktritt von Ministerpräsident Hoegner samit Kabinett zur Folge. Nutznießer der Affäre war die CSU, die nun den Ministerpräsidenten stellte, während der bereits in den Jahren zuvor einsetzende politische Niedergang der Bayernpartei sich weiter verstärkte.
Auf Grund einer im heimlichen Einvernehmen mit der CSU gestellten Selbstanzeige des Konzessionärs Karl Freisehner kam es 1959 zu einem Gerichtsverfahren gegen Baumgartner und Geislhöringer. In dessen Verlauf wurden mehrere Zahlungen von insgesamt 2.900 DM an Baumgartner bekannt, außerdem war er entgegen seiner Aussage mit Freisehner befreundet gewesen. Das Landgericht München I verurteilte ihn wegen Meineids zu zwei Jahren Zuchthaus. Der Bundesgerichtshof hob das Urteil, das bis dahin nicht rechtskräftig geworden war, ein halbes Jahr später wieder auf und ordnete eine neue Verhandlung an. Baumgartner war bei der Neuauflage des Prozesses jedoch nicht mehr verhandlungsfähig.
1964 starb Baumgartner an einem Schlaganfall.

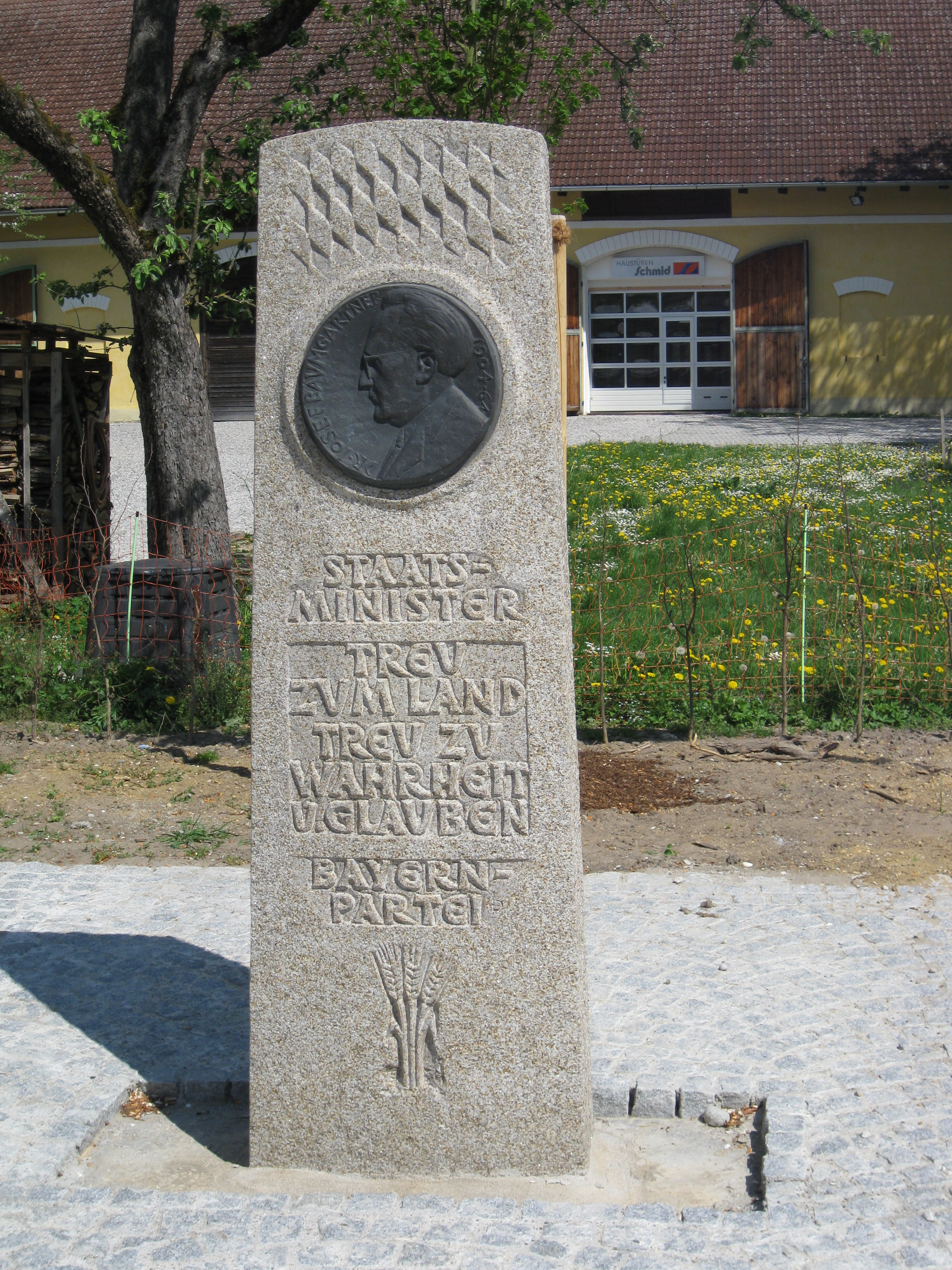
Denkmal für Joseph Baumgartner in seiner Heimatgemeinde Sulzemoos